# Các tòa nhà cao nhất Tokyo

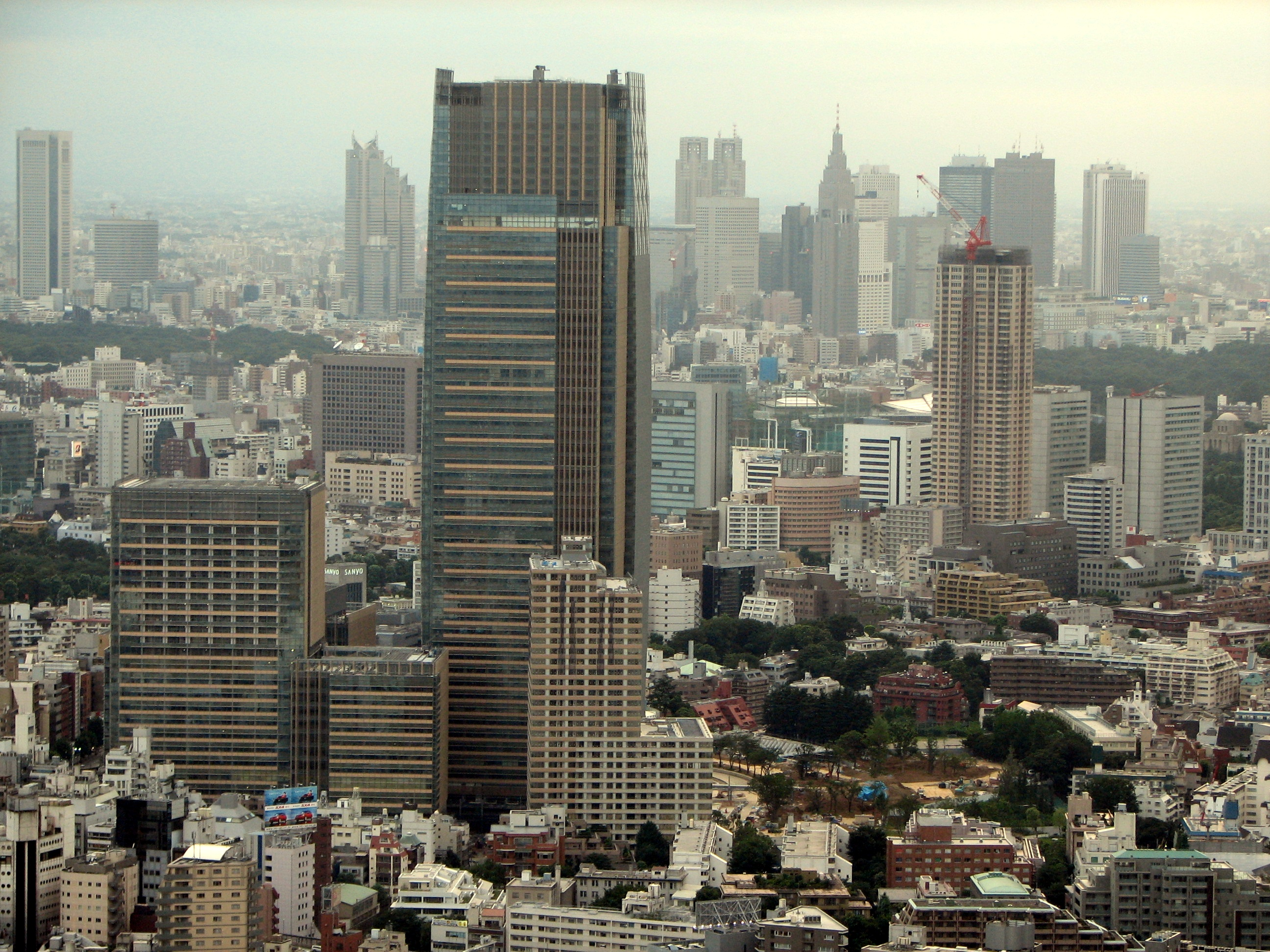
Midtown Tower (#4)

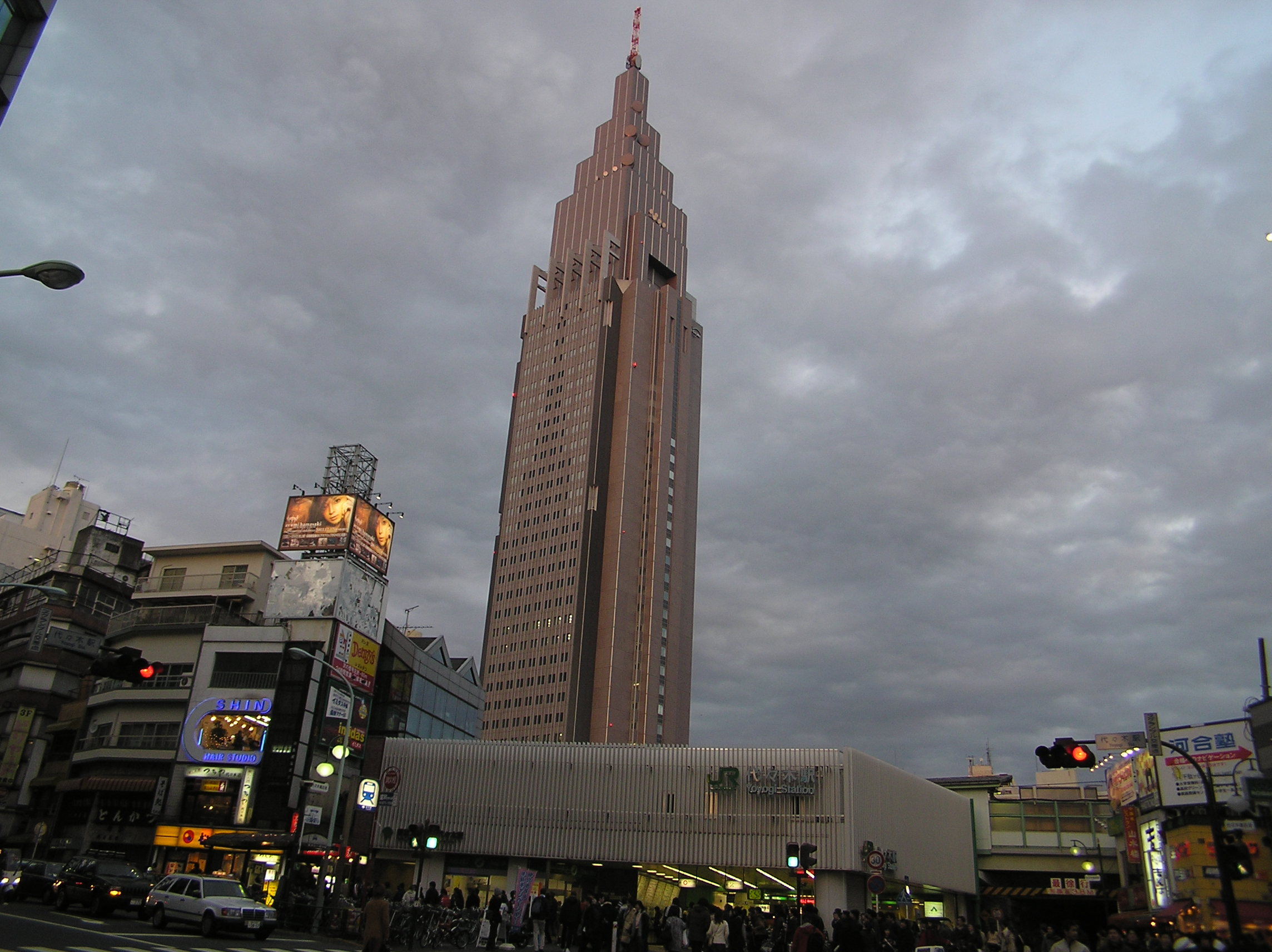
Tòa nhà NTT DoCoMo Yoyogi (#6)

## Các tòa nhà cao nhất Tokyo
1. Tokyo Skytree, Sumida - 634 mét
2. Tháp Tokyo, Minato - 333 mét
3. Toranomon Hills, Minato - 256 mét
4. Midtown Tower[1], Akasaka - 248.1 mét
5. Tòa nhà Chính phủ Vùng Đô thị Tokyo, Shinjuku - 243.4 mét
6. Tòa nhà NTT Docomo Yoyogi[2], Sendagaya[3] - 239.9 mét
7. Sunshine 60, Ikebukuro - 239.7 mét
8. Roppongi Hills Mori Tower, Roppongi - 238 mét
9. Shinjuku Park Tower, Shinjuku - 235 mét
10. Tokyo Opera City Tower, Shinjuku - 234.4 mét
11. Tòa nhà Shinjuku Mitsui, Shinjuku - 225 mét
12. Tòa nhà Ttung tâm Shinjuku, Shinjuku - 223 mét
13. Izumi Garden Tower, Roppongi - 215.9 mét
14. Trung tâm Thành phố Shiodome, Shinbashi - 215.8 mét
15. Tòa nhà Dentsu, Shinbashi - 213.4 mét
16. Tòa nhà Shinjuku Sumitomo, Shinjuku - 210.3 mét
17. Tòa nhà Shinjuku Nomura, Shinjuku - 209.9 mét
18. Tòa nhà Sompo Japan, Shinjuku - 200 mét
19. Harumi Island Triton Square, Harumi - 194.9 mét
20. Nihonbashi Mitsui Tower, Nihonbashi - 194.7 mét
21. Sanno Park Tower, Nagatacho - 194.5 mét
22. Tháp truyền hình Nippon, Shinbashi - 192.8 mét
23. Acty Shiodome, Shinbashi - 190.3 mét
24. Shinjuku Island Tower, Shinjuku - 189.4 mét
25. Atago Green Hills Mori Tower, Atago - 186.8 mét
26. Cerulean Tower, Shibuya - 183.9 mét
27. Sumitomo Real Estate Shinjuku Oak Tower, Shinjuku - 183.8 mét
28. Century Park Tower, Tsukuda - 180 mét
29. NEC Super Tower, Shiba - 180 mét
30. Marunouchi Building, Marunouchi - 180 mét
31. W Comfort Towers East, Shinonome - 178.5 mét
32. Keio Plaza Hotel, Shinjuku - 178 mét

## Các tòa nhà cao tầng ở Vùng Đại Đô thị Tokyo

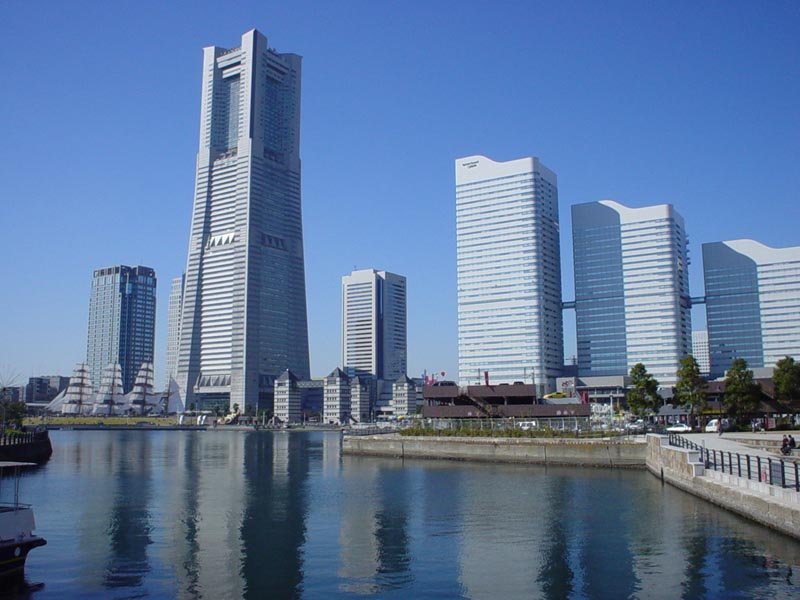
Yokohama Landmark Tower

- Yokohama Landmark Tower, Yokohama - 296 mét
- Elza Tower 55, Kawaguchi - 185.8 mét
- Makuhari Prince Hotel, Chiba - 183.1 mét

## Các tòa nhà đang được xây dựng hoặc đã hoạch định
- Tòa nhà Văn phòng Nishi-Shinjuku 3-chome, Shinjuku (2010) - 338 mét
- Tokyo Mode Academy, Shinjuku (2008) - 260 mét
- Tòa nhà Chung cư Nishi-shinjuku 3-chome, Shinjuku (2010) - 245 mét
- Tòa nhà Văn phòng No. 2 Loop Line, Toranomon (2011) - 205 mét
- Tháp đôi Nhà ga Tokyo (Tháp Bắc và Tháp Nam GranTokyo), Marunouchi (2007) - 204.9 mét
- Tòa nhà New Marunouchi, Marunouchi (2007) - 198 mét